# Juan Papadakis
Juan Papadakis (Naxos, Grècia, 28 de març de 1903-Grècia, 1997) va ser un climatòleg i botànic grec. És l'autor de la Classificació agroclimàtica de Papadakis.
Va cursar la carrera d'Enginyer Agrònom a la universitat de Gembloux a Bèlgica. Va completar els seus estudis a França i tornà a Grècia on va ser contractat pel Ministeri d'Agricultura. Des de 1925 a 1927 va ser el director de l'Estació Botànica de Làrissa. Entre 1927 i 1946— passà a treballar com a director a l'Institut de Millora Vegetal, a Salònica. Allà millorà el blat amb noves varietats per a Grècia que varen fer incrementar el rendiment.
L'any 1946 deixà Europa i es traslladà a Amèrica, concretament a l'Argentina i ocupà el càrrec d'ecòleg del Ministeri d'Agricultura des de 1948 a 1954. Posteriorment treballà per a organismes internacionals com la FAO, el Programa de les Nacions Unides per al Desenvolupament (PNUD) l'Organització Internacional del Treball (OIT), entre d'altres.
En una altra etapa a l'Argentina, des de 1972 fins 1975, va representar la Confederación Intercooperativa Agropecuaria Limitada (CONINAGRO)

## Algunes obres
- Papadakis, Juan (1929) Agricultura general i especial (en grec)
- Papadakis, Juan (1931) Project of an international map of Wheat climates. Ass. Int. Sel. Palnt. Bull 4: 1 (en anglès)
- Papadakis, Juan (1938) Ecologie Agricole. París. (en francès)
- Papadakis, Juan (1947) Riego, población y riqueza (el problema político, demográfico y económico-social más trascendental en la mayor parte de la Argentina). Vol. 32 de Enciclopedia agropecuaria argentina. Ed. Sudamericana, 222 pp. (en castellà)
- Papadakis, Juan (1948) Informes ecológicos. IDIA número especial (en castellà)
- Papadakis, Juan (1951) Mapa ecológico de la República Argentina. 158 pp. Buenos Aires, Argentina.
- Papadakis, Juan (1952) Mapa ecológico de la República Argentina. Buenos Aires.
- Papadakis, Juan (1952) Agricultural Geography of the World. Buenos Aires.
- Papadakis, Juan (1952) Agricultural Geography of the World. Buenos Aires. (en japonès)
- Papadakis, Juan (1954) Ecología de los cultivos. Tomo I Ecología General. Ministerio de Agricultura y Ganadería. Buenos Aires. 222 pp.
- Papadakis, Juan (1954) Ecología de los cultivos. Tomo II Ecología Especial. Ministerio de Agricultura y Ganadería. Buenos Aires. 461 pp.
- Papadakis, Juan (1954) Contribución al estudio de los climas argentinos. Tipos de régimen hídrico. Rev. Inv. Agr. VIII: 207
- Papadakis, Juan (1954) Experiencias con especies exóticas de pasto y forraje en el Altiplano de Puno, Perú. OIT. Ginebra, Suiza.
- Papadakis, Juan (1959) Inflation, Employment, Economic Development and Free Economy. Editó el autor, 14 pp.
- Papadakis, Juan (1960) Geografía agrícola mundial. Barcelona, Salvat. 648 pp.
- Papadakis, Juan (1961) Climatic Tables for the World. Buenos Aires. 175 pp.
- Papadakis, Juan (1962) Avances recientes en el estudio de los climas. IDIA 175: 1-28
- Papadakis, Juan (1966) Crop Ecologic Survey in relation to Agricultural Development in Western Pakistan. 51 pp. FAO. Roma, Italia.
- Papadakis, Juan (1966) Crop Ecologic Survey in West Africa (Liberia, Ivory Coast, Ghana, Togo, Dahomey, and Nigeria. FAO. Roma, Italia.
- Papadakis, Juan (1967) The food problem of India. Buenos Aires. 79 pp.
- Papadakis, Juan (1969) Soils of the world. Elsevier Publishing Co. 208 pp. Ámsterdam.
- Papadakis, Juan (1970) Climates of the World. Buenos Aires.
- Papadakis, Juan (1970) Agricultural Potentialities of World Climates. Buenos Aires.
- Papadakis, Juan (1970) Fundamentals of Agronomy, Compendium of Crop Ecology. 73 pp.
- Papadakis, Juan (1972) Growth retardants: auxins, biohemical plant interaction, and dense high yielding crops. Nº 1. 32 pp.
- Papadakis, Juan (1972) Viaje al futuro al principio del siglo XXI. Editó el autor, 67 pp.
- Papadakis, Juan (1973) Reconocimiento e investigación de los suelos, Chile: Regiones ecológicas de Chile. Vol. 3 de AGL:SF/CHI/18 informe técnico. Editor Programa de las Naciones Unidas para el Desarrollo, 49 pp.
- Papadakis, Juan (1975) Potential Evapotranspiration. Buenos Aires.
- Papadakis, Juan (1969) Mapa ecológico de Chile. FAO.
- Papadakis, Juan (1972) Auxins, Biochemical Plant Interaction Growth Retardants and Dense High Yielding Crops. Editó el autor. 32 pp.
- Papadakis, Juan (1973) Chile, Regiones ecológicas de Chile. FAO. AGL: SF/CHI 18 Informe técnico 3. Roma, Italia.
- Papadakis, Juan (1974) Posibilidades Agropecuarias de las Provincias Argentinas. Fascículo 3: en Enciclopedia Argentina de Agricultura y Jardinería. tomo II (2ª ed.) Buenos Aires: Acme SACI. pp. 1-86.
- Papadakis, Juan (1975) Climates of the World and their Potentialities. Buenos Aires. 200 pp.
- Papadakis, Juan (1975) Primeras Jornadas Agropecuarias y Forestales de las áreas subtropicales, Formosa. 1974. AACREA. Buenos Aires.
- Papadakis, Juan (1977) Climatic restraints, soil limitations, farming systems, and possibilities in the humid tropics. Buenos Aires.
- Papadakis, Juan (1977) Climatic restraints, soil limitations, farming systems, and possibilities in the dry tropics and subtropics. Buenos Aires.
- Papadakis, Juan (1977) Climatic restraints, soil limitations, farming systems, and possibilities in Pampean tierra Fria, and humid subtropical climates. Buenos Aires.
- Papadakis, Juan (1977) Climatic restraints, soil limitations, farming systems, and possibilities in mediterranean climates. Buenos Aires.
- Papadakis, Juan (1977) Climatic restraints, soil limitations, farming systems, and possibilities in climates with severe winters. Buenos Aires.
- Papadakis, Juan (1978) Mapa ecológico abreviado de la República Argentina. 79 pp. Ministerio de Agricultura y Ganadería. Buenos Aires.
- Papadakis, Juan (1980) Ecología y manejo de cultivos, pasturas y suelos. Editorial Albatros.
- Papadakis, Juan (1980) El clima; con especial referencia a los climas de América Latina, Península Ibérica, Ex colonias Ibéricas, y sus potencialidades agropecuarias. Editorial Albatros. Buenos Aires. 377 pp.
- Papadakis, Juan (1980) El Suelo; con referencia especial a los suelos de América Latina, península Ibérica y ex-colonia ibéricas. Editorial Albatros. Buenos Aires. 346 pp.
- Papadakis, Juan (1981) El problema mundial del hambre. Ed. Albatros, 188 pp.
- Papadakis, Juan (1981) Inflación, desempleo, desarrollo y soluciones posibles. Ed. Albatros, 153 pp.
- Papadakis, Juan (1990) Fundamental science: with a discussion of problems of our time, that fundamental science helps to understand. Editor Academy of Athens, 43 pp.